# Bithynia pulchella
Bithynia pulchella е вид охлюв от семейство Bithyniidae. Видът не е застрашен от изчезване.

## Разпространение и местообитание
Разпространен е в Индия (Андамански острови, Андхра Прадеш, Аруначал Прадеш, Асам, Бихар, Гоа, Гуджарат, Дадра и Нагар Хавели, Даман и Диу, Дарджилинг, Делхи, Джаму и Кашмир, Джаркханд, Диу, Западна Бенгалия, Карайкал, Карнатака, Керала, Лакшадвип, Мадхя Прадеш, Манипур, Махаращра, Махе, Мегхалая, Мизорам, Нагаланд, Никобарски острови, Ориса, Пенджаб, Пондичери, Раджастан, Сиким, Тамил Наду, Трипура, Утар Прадеш, Утаракханд, Харяна, Химачал Прадеш, Чандигарх, Чхатисгарх и Янам), Малайзия (Западна Малайзия), Мианмар и Непал. Внесен е в Тайланд.
Обитава сладководни басейни и реки.